# Herrenteichswall
Der Herrenteichswall war als Vorwall Bestandteil der historischen Befestigungsanlagen Osnabrücks. Er befand sich auf dem Gebiet der gleichnamigen heutigen Straße im Nordosten der Stadt, außerhalb des Dombezirks an der gegenüberliegenden Seite der Hase.

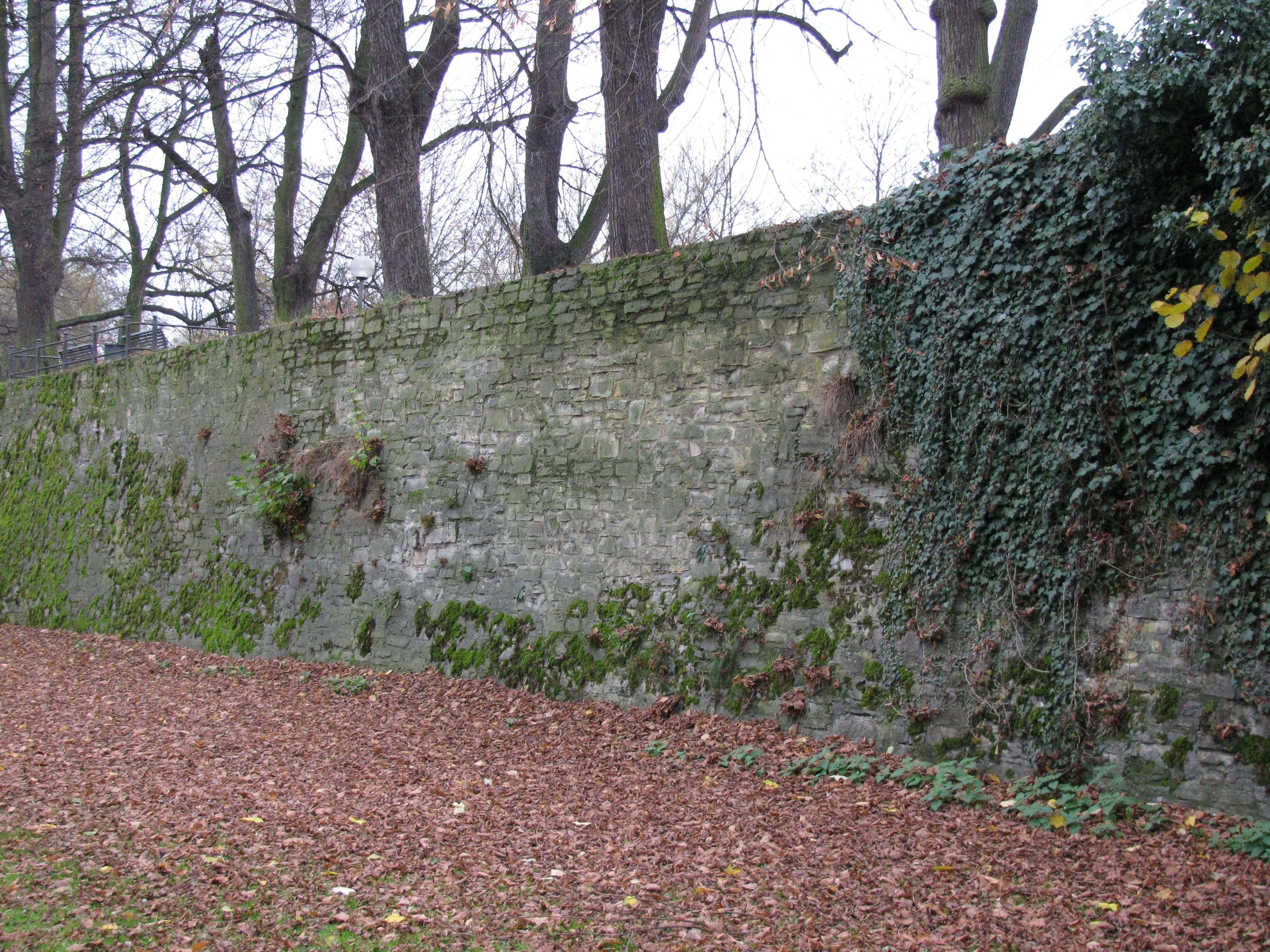
Erhaltene Mauer des Herrenteichswalls

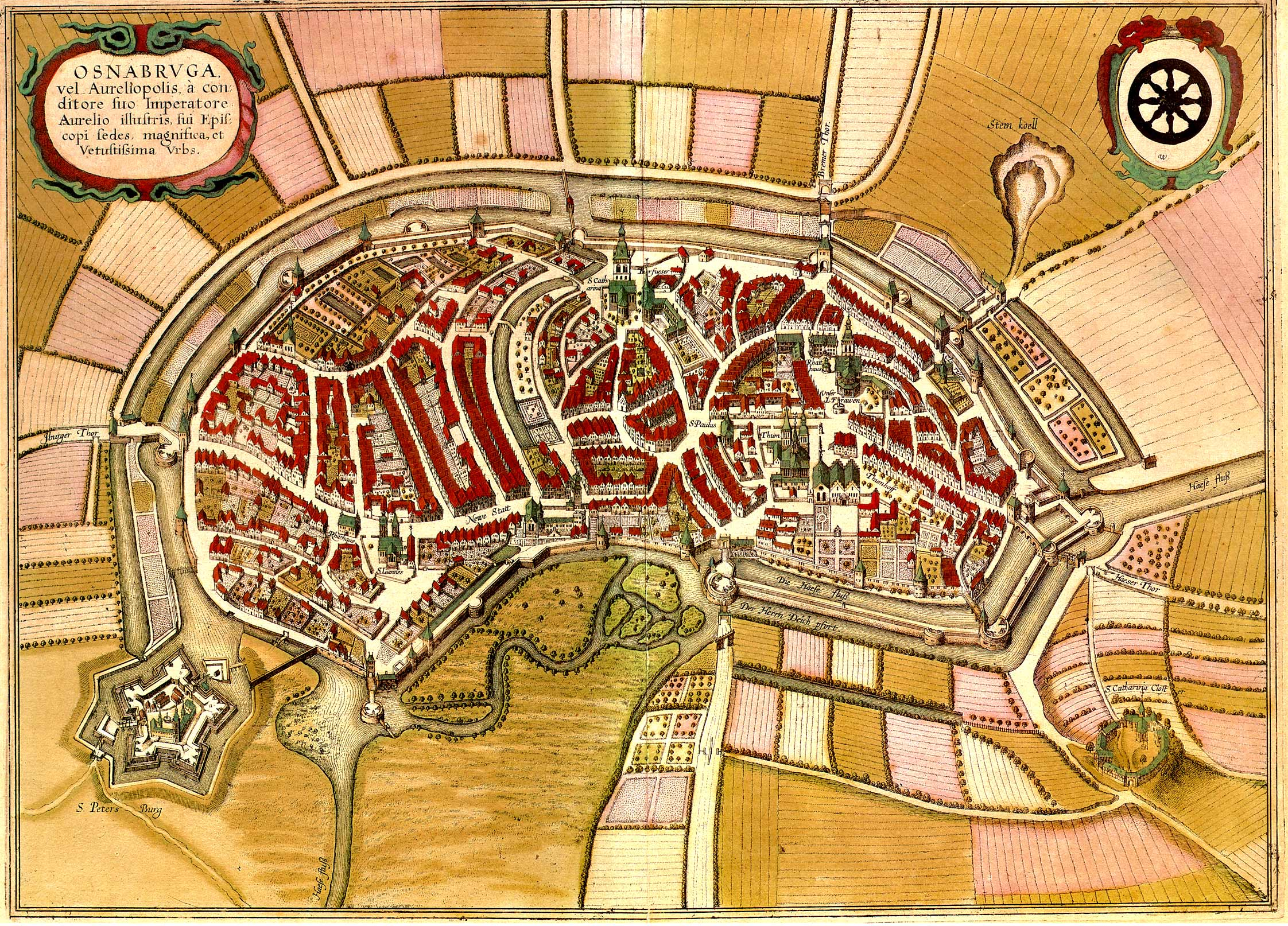
Der Herrenteichswall und das Herrenteichstor auf einer Karte von 1633, im Bild unten rechts als „Der Herrn Deich“.

## Geschichte
Die Grundzüge der Stadtmauern Osnabrücks inklusive des Herrenteichswalls entstanden im 16. Jahrhundert. Neben dem Abschnitt zwischen Heger Tor und Hasetor besaß die Stadtmauer am Herrenteichswall ihre mächtigste Ausdehnung. Der Herrenteichswall diente dem Schutz vor Angriffen, insbesondere aus Richtung des Gertrudenbergs. Am Herrenteichswall befand sich außerdem das Herrenteichstor, welches die Querung der Stadt auf der Ost-West-Achse ermöglichte.
Der Name des Herrenteichswalls geht auf die Fastenzeit zurück, in der nur Fisch gegessen werden durfte. Da es in Osnabrück an Fisch mangelte, legten die Domherren nahe des Walls eigene Teiche zur Fischzucht an.

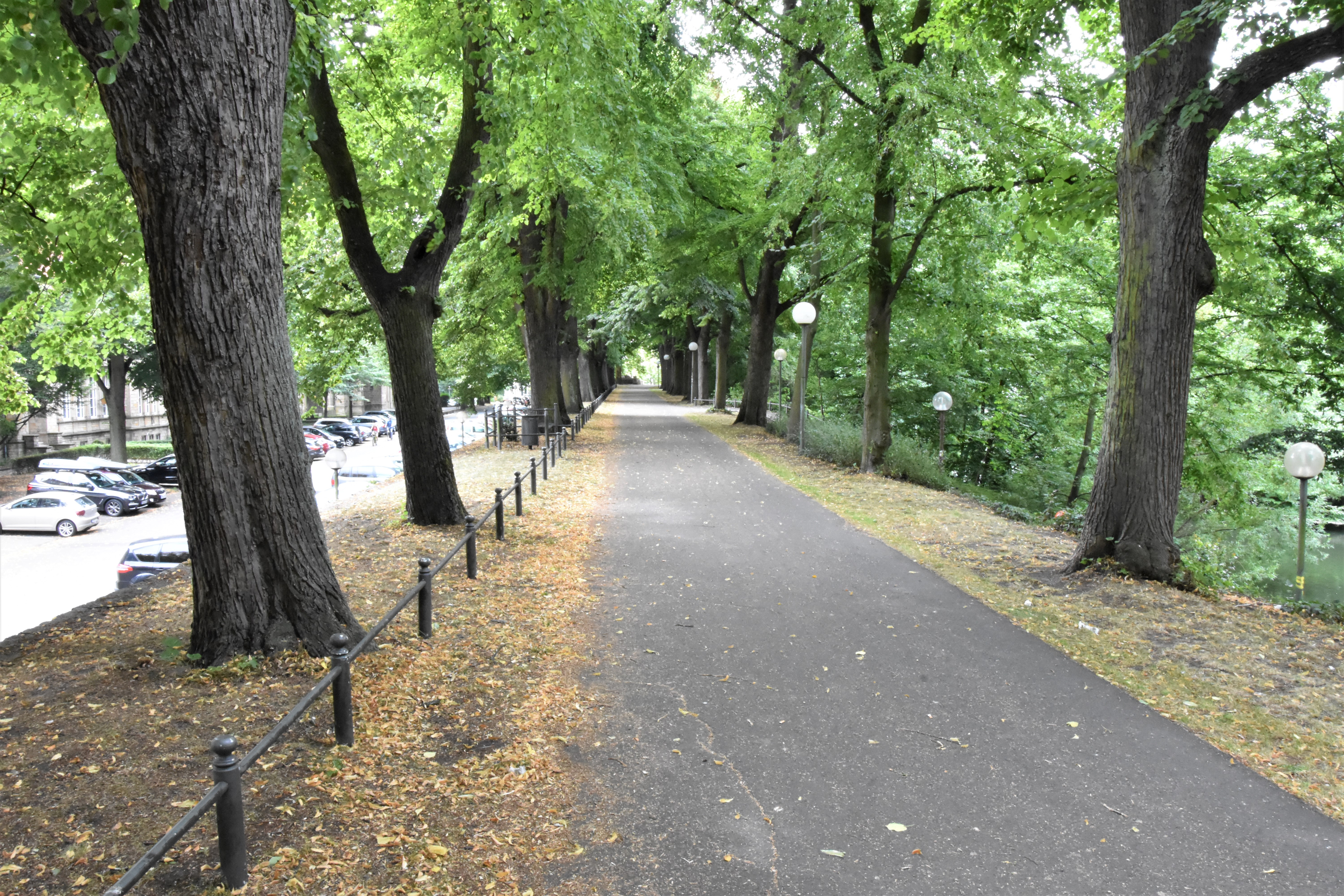
Die Allee auf dem Herrenteichswall

Aufgrund der Errichtung der Hannoverschen Westbahn im Jahr 1854 wurde der nördliche Abschnitt des Herrenteichswalls abgerissen und zwei Meter der Wallkrone abgetragen. Auf der noch erhaltenen Wallanlage wurde 1855 eine 460 Meter lange Allee aus Winterlinden angepflanzt, welche heute als Naturdenkmal ausgewiesen ist. 2007 wurde die gesamte Wallanlage des Herrenteichswalls saniert.

## Sonstiges
Der geografische Mittelpunkt der heutigen Stadt Osnabrück liegt auf dem Herrenteichswall, beim Breitengrad 52°16‘39‘‘ Nord, Längengrad 8°02‘51‘‘ Ost.
Am Südende des Herrenteichswalls befindet sich der Haarmannsbrunnen. Am nördlichen Ende steht das Ebert-Erzberger-Rathenau-Mahnmal.